# Ninja III: The Domination
Ninja III: The Domination  (br: Ninja 3 - A Dominação) é um filme americano de ação e terror do ano de 1984, foi escrito por James R. Silke e dirigido por Sam Firstenberg. 

## Sinopse
Uma bela jovem atleta, presencia no seu trabalho, a morte de um guerreiro Ninja baleado por policiais, durante uma perseguição, antes de sua morte, o Ninja faz um ritual de transferência de espírito para que possa se vingar mais tarde de seus assassinos, se apossando de um novo corpo. Ele utiliza a moça como instrumento da sua vingança sangrenta, contra todos aqueles que o assassinaram. Somente um outro ninja poderá combater a ameaça e exorcizar a jovem contra essa maldição.
Muita ação em um dos maiores clássicos dos anos 80.

## Elenco
- Shô Kosugi  ...  Yamada
- Lucinda Dickey  ...  Christie
- Jordan Bennett  ...  Billy Secord
- David Chung  ...  Black Ninja
- Dale Ishimoto  ...  Okuda
- James Hong  ...  Miyashima
- Bob Craig  ...  Netherland
- Pamela Ness  ...  Alana
- Roy Padilla  ...  Winslow
- Moe Mosley  ...  Pickwick
- John LaMotta  ...  Case
- Ron Foster  ...  Jiminez
- Steven Lambert  ...  Pilot (como Steve Lambert)
- Earl W. Smith  ...  Jefferson (como Earl Smith)
- Carver Barnes  ...  Nicholson